# Hotelmeister
Hotelmeister ist eine gastronomische Aufstiegsfortbildung, die mit einer Prüfung vor dem Ausschuss einer Industrie- und Handelskammer (IHK) abschließt. Die Aufgaben des Hotelmeisters sind die Organisation von Abläufen und Produktionsfaktoren, häufig auch die Geschäftsführung sowie das Controlling in Hotels. Seine Funktionen können die Leitung eines Hotels oder des Bankettbereichs sein.

## Inhalte
Die Prüfung gliedert sich in die Prüfungsteile
1. Berufs- und arbeitspädagogische Qualifikationen,
2. Wirtschaftsbezogene Qualifikationen,
3. Handlungsspezifische Qualifikationen,
4. Praktische Prüfung.

Die Berufs- und arbeitspädagogischen Qualifikationen sind durch eine Prüfung gemäß der Ausbilder-Eignungsverordnung nachzuweisen. Die Wirtschaftsbezogenen Qualifikationen gliedern sich in die Bereiche Volks- und Betriebswirtschaftslehre, Rechnungswesen, Recht, Steuern und Unternehmensführung. Die Handlungsspezifischen Qualifikationen umfassen unter anderem Personalführung und Beschaffung der Produktionsfaktoren. Im Prüfungsteil Praktische Prüfung sind zwei Situationsaufgaben zu bearbeiten, die vollständige Handlungen beinhalten, wie sie für die betriebliche Praxis des Hotelmeisters typisch sind.
Die Prüfungen umfassen mehrere schriftliche Teile; die Wirtschaftsbezogenen Qualifikationen führen hierbei zum Teilabschluss des Dienstleistungsfachwirtes, weitere schriftliche Prüfungen folgen im handlungsspezifischen Feld. Darauf aufbauend erfolgt eine Praxisprüfung am Gast wie auch zzgl. eigenständig geprüfter Spezialarbeiten wie Filetieren, Tranchieren, Flambieren und Cocktailmixen. 
Die Fortbildung kann in Vollzeit oder berufsbegleitend absolviert werden, dauert zwischen 3½ Monaten und zwei Jahren und schließt mit einer Prüfung vor dem Ausschuss einer Industrie- und Handelskammer ab, die bundeseinheitlich jeweils im Frühjahr und im Herbst eines Jahres abgehalten wird. Nach erfolgreichem Abschluss aller Prüfungsteile und dem Nachweis einer Ausbilderbefähigung vergibt die prüfende IHK die Meisternadel und den Meisterbrief mit dem öffentlich-rechtlich anerkannten Fachmeister-Abschluss zum Geprüften Hotelmeister.